# 닉 메이슨
니콜라스 버클리 메이슨(영어: Nicholas Berkeley Mason, CBE, 1944년 1월 27일 ~ )은 영국의 드러머이자 작곡가로, 록 밴드 핑크 플로이드가 창립된 1964년부터 계속 활동해온 유일한 원년 멤버이다. 르망 24시와 같은 자동차 경주 행사에 참여하기도 한다.
다큐멘터리 영화 제작자 빌 메이슨의 아들인 그는 버밍엄에서 태어나 런던 햄프스티드로 이주하여 서리주의 Frensham Heights 학교에 입학하였다. 나중에는 리전드 스트리트 폴리테크닉(오늘날의 웨스트민스터 대학)에서 공부를 하였으며, 이곳에서 로저 워터스, 밥 클로스, 리처드 라이트와 함께 1964년 핑크 플로이드의 전신인 시그마 6를 창립하였다.

## 음반
닉 메이슨은 솔로로 활동하기 보다는, 핑크 플로이드 멤버들이나 10cc의 릭 펜(Rick Fenn)과 함께 음반을 냈다. 또한 프로듀서로서 참여한 음반도 많이 있다.

### 릭 펜
- Profiles - 1985년
- White Of The Eye - 1987년 (사운드트랙)
- Tank Mailing - 1988년 (사운드트랙)

### 프로듀서
- Principal Edwards Magic Theatre — The Asmoto Running Band (1971년)
- Principal Edwards Magic Theatre — Round One (1974년)
- Robert Wyatt — Rock Bottom (1974년)
- Gong — Shamal (1976년)
- The Damned — Music for Pleasure (1977년)
- Steve Hillage — Green (1978년)
  - 스티브 힐리지와 공동 프로듀서로 참여했다. 메이슨은 이 앨범의 곡들 중 〈Leylines to Glassdom〉에서 드럼을 연주하기도 했다.

## 서훈
- 2019년 대영 제국 훈장 3등급(CBE) 수훈[1]